# Frankenstein: Through the Eyes of the Monster
Frankenstein: Through the Eyes of the Monster est un jeu vidéo d'aventure en pointer-et-cliquer développé par Amazing Media et édité par Interplay, sorti en 1995 sur Windows, Mac et Saturn.
Victor Frankenstein est interprété par Tim Curry dans des séquences en full motion video.
Il a pour suite Mummy: Tomb of the Pharaoh.

## Accueil
- Adventure Gamers : 2/5 [1]
- AllGame : 4,5/5[2]